# هم‌نهشتی (نظریه اعداد)

در این ساعت، مقدار زمان به صورت حساب به پیمانه (هم‌نهشتی) ۱۲ نگهداری می‌شود.

نظریۀ هم‌نهشتی یا حساب پیمانه‌ای (به انگلیسی: modular arithmetic) سیستمی برای محاسبه با اعداد صحیح است که به‌وسیله کارل فردریش گاوس در کتاب رسالۀ حساب در سال ۱۸۰۱ معرفی شد.
مفهوم هم‌نهشتی را می‌توان به عنوان پالایشی برای نظریۀ بخش‌پذیری دانست و به‌وسیلۀ آن می‌توان مفاهیم بنیادی را در نظریۀ اعداد مورد مطالعه قرار داد که بدون استفاده از آن، بیان و اثبات بسیاری از مطالب در نظریۀ اعداد دشوار یا غیرممکن خواهد بود. به‌علاوه هم‌نهشتی‌ها می‌توانند خیلی شبیه به معادلات مورد بحث قرار بگیرند و از این رو رابطه‌ای شبیه به تساوی ایجاد خواهند کرد.
به همین دلیل، گاوس نماد {\displaystyle \equiv } را برای هم‌نهشتی معرفی نمود. یکی از کاربردهای مهم هم‌نهشتی‌ها در حل معادلات سیاله است. مفهوم هم‌نهشتی در موارد بسیاری در زندگی ما مشهود است. یکی از کاربردهای آشنای هم‌نهشتی‌ها در زندگی روزمره، استفاده از ۲۴ ساعت در شبانه روز است. به‌طور کلی هر پدیده‌ای که به‌صورت دوره‌ای رخ می‌دهد، بیانگر کاربردی از هم‌نهشتی است.

## تعریف
- قرار داد: از این پس حروف {\displaystyle m} و {\displaystyle n} بیانگر اعداد طبیعی و حروف {\displaystyle a,b,c,...}، بیانگر اعداد صحیح خواهند بود. مگر آنکه خلاف آن صریحاً تصریح شود.

گوئیم عدد {\displaystyle a} به پیمانۀ (سنج) {\displaystyle m} با {\displaystyle b} هم‌نهشت است و می‌نویسیم:
{\displaystyle a\equiv b{\pmod {m}}} هرگاه ‎{\displaystyle m|(a-b)}‎
به بیان دیگر: {\displaystyle a=(k.m)+b}    که      {\displaystyle k\in \mathbb {Z} }
از آنجا که با توجه به این تعریف هر دو عدد طبیعی به پیمانه {\displaystyle m=1} با هم هم‌نهشت می‌باشند، پیمانه را معمولاً عدد طبیعی بزرگ‌تر از یک در نظر می‌گیریم. به‌علاوه برای سهولت در نوشتار، گاهی نماد {\displaystyle a{\overset {m}{\equiv }}b} را برای نمایش هم‌نهشتی به پیمانۀ {\displaystyle m} استفاده می‌کنیم.
اگر {\displaystyle a} و {\displaystyle b} به پیمانۀ {\displaystyle m} هم‌نهشت نباشد، می‌نویسیم: {\displaystyle a\not \equiv b{\pmod {m}}}.
به عنوان مثال: {\displaystyle 30\equiv 9{\pmod {7}}} چرا که {\displaystyle 7|30-9} ولی {\displaystyle 30\not \equiv 12{\pmod {7}}}.
وقتی می گوئیم {\displaystyle a}، {\displaystyle m} را عاد می‌کند، یعنی: {\displaystyle m=ak}.

## هم‌نهشتی به عنوان یک رابطه
هم‌نهشتی به پیمانۀ دلخواه {\displaystyle m}، یک رابطه را روی مجموعۀ اعداد صحیح تعریف می‌کند. این رابطه را به صورت {\displaystyle \equiv _{m}} نشان می‌دهیم و برای هر دو عدد صحیح {\displaystyle a,b} به صورت:
{\displaystyle a\equiv _{m}b\iff m|(a-b)}
تعریف می‌کنیم.
با کمی دقت متوجه می‌شویم که این رابطه یک رابطه هم‌ارزی روی مجموعۀ اعداد صحیح است.
قضیۀ ۱رابطۀ هم‌نهشتی به پیمانۀ {\displaystyle m} روی مجموعۀ اعداد صحیح یک رابطۀ هم‌ارزی است.
برهان ۱
1. برای هر عدد صحیح a داریم m|a-a پس {\displaystyle a\equiv _{m}a} ولذا رابطه {\displaystyle \equiv _{m}} منعکس است.
2. برای هر دو عدد صحیح a,b اگر {\displaystyle a\equiv _{m}b} آنگاه بنابه تعریف m|a-b پس m|b-a و در نتیجه {\displaystyle b\equiv _{m}a} و لذا رابطه {\displaystyle \equiv _{m}} متقارن است.
3. برای هر سه عدد صحیح a,b,c اگر {\displaystyle a\equiv _{m}b} و {\displaystyle b\equiv _{m}c} آنگاه m|a-b و m|b-c حال با توجه به خواص رابطه عاد کردن می‌توان نوشت m|a-c پس {\displaystyle a\equiv _{m}c} و لذا رابطه {\displaystyle \equiv _{m}} متعدی است.

از ۱و۲و۳ نتیجه می‌شود رابطه {\displaystyle \equiv _{m}} یک رابطه هم‌ارزی روی اعداد صحیح تعریف می‌کند و برهان تمام است.
حال که رابطه {\displaystyle \equiv _{m}} یک رابطه هم‌ارزی روی اعداد صحیح تعریف می‌کند، طبیعی است که به دنبال کلاس‌های هم‌ارزی آن باشیم. در این راه به خاصیت جالبی از رابطه {\displaystyle \equiv _{m}} پی خواهیم برد.
اگر برای هر عدد صحیح a کلاس هم‌ارزی a به پیمانه m را با نماد {\displaystyle {\bar {a}}} نشان دهیم، داریم:
{\displaystyle {\bar {a}}=\{b\in \mathbb {Z} :b\equiv _{m}a\}}
پس
{\displaystyle {\bar {a}}=\{b\in \mathbb {Z} :m|(b-a)\}}
ولذا
{\displaystyle {\bar {a}}=\{b\in \mathbb {Z} :b-a=mk,k\in \mathbb {Z} \}}
در نتیجه
{\displaystyle {\bar {a}}=\{a+mk:k\in \mathbb {Z} \}}
برطبق قوانین حاکم بر کلاس‌های هم‌ارزی برای هر دو عدد صحیح a,b داریم
{\displaystyle {\bar {a}}={\bar {b}}} اگر و فقط اگر {\displaystyle a\equiv _{m}b}
همانند همه روابط هم‌ارزی، رابطه هم‌ارزی {\displaystyle \equiv _{m}} مجموعه اعداد صحیح را به کلاس‌های هم‌ارزی خود افراز می‌کند.
با کمی دقت در کلاس‌های هم‌ارزی این رابطه به سادگی می‌توان نشان داد که رابطه {\displaystyle \equiv _{m}} مجموعه اعداد صحیح را به دقیقاً m کلاس هم‌ارزی افراز می‌کند. مجموعه خارج قسمت (مجموعه همه کلاس‌ها هم‌ارزی) رابطه هم‌ارزی به پیمانه {\displaystyle \equiv _{m}} را با {\displaystyle \mathbb {Z} _{m}} نشان می‌دهیم و آن را مجموعه اعداد صحیح به پیمانه m می‌نامیم.
این مجموعه را بنابر مطلب قبل می‌توان به صورت {\displaystyle \mathbb {Z} _{m}=\{{\bar {0}},{\bar {1}},{\bar {2}},...,{\overline {m-1}}\}} نشان داد.
وضوحاً هر عدد صحیح با یکی از اعضای {\displaystyle \mathbb {Z} _{m}} به پیمانه m همنهشت است.

### حلقۀ اعداد صحیح به پیمانه
دیدیم که رابطه همنهشتی به پیمانه m مجموعه اعداد صحیح را به m کلاس هم‌ارزی افراز می‌کند و مجموعه خارج قسمت آن مجموعه اعداد صحیح به پیمانه m است که به صورت زیر تعریف می‌شود:
{\displaystyle \mathbb {Z} _{m}=\{{\bar {0}},{\bar {1}},{\bar {2}},...,{\overline {m-1}}\}}
اعمال ⊕,⊗ روی {\displaystyle \mathbb {Z} _{m}} برای هر {\displaystyle {\bar {a}},{\bar {b}}\in \mathbb {Z} _{m}} به صورت زیر تعریف می‌شود.
- {\displaystyle {\bar {a}}\oplus {\bar {b}}={\overline {a+b}}}
- {\displaystyle {\bar {a}}\otimes {\bar {b}}={\overline {a.b}}}

به سادگی می‌توان تحقیق نمود که {\displaystyle \mathbb {Z} _{m}} به همراه این اعمال تشکیل یک حلقه جابجایی یکدار را می‌دهد. این بحث در هم‌نهشتی‌های جبری بسیار اهمیت دارد.

## خواص همنهشتی‌ها
قضیۀ ۲طرفین دو رابطه همنهشتی به یک پیمانه را می‌توان باهم جمع یا در هم ضرب کرد. به عبارت دیگر اگر {\displaystyle a\equiv _{m}b} و {\displaystyle c\equiv _{m}d} آنگاه:
1. {\displaystyle a+c\equiv _{m}b+d}
2. {\displaystyle a.c\equiv _{m}b.d}

برهان۲
به عنوان نمونه مورد ۱ را اثبات می‌کنیم. چون بنابه فرض {\displaystyle a\equiv _{m}b} پس m|a-b و چون {\displaystyle c\equiv _{m}d}
پس m|c-d بنابر خوص رابطه عاد کردن داریم (m|(a-b)+(c-d پس (m|(a+c)-(b+d ولذا {\displaystyle a+c\equiv _{m}b+d}
مورد ۲ نیز به طریق مشابه اثبات می‌شود.
قضیه فوق را می‌توان به بیش از دو رابطه همنهشتی نیز تعمیم داد. به عبارت دیگر به سادگی به استقراء ثابت می‌شود اگر برای هر i=1,2,3,.. ,n {\displaystyle a_{i}\equiv _{m}b_{i}} آنگاه:
- {\displaystyle \sum _{i=1}^{n}a_{i}\equiv _{m}\sum _{i=1}^{n}b_{i}}
- {\displaystyle \prod _{i=1}^{n}a_{i}\equiv _{m}\prod _{i=1}^{n}b_{i}}

قضیۀ ۳طرفین یک رابطه همنهشتی را می‌توان در عددی ثابت ضرب کرد. به عبارت دیگر اگر {\displaystyle a\equiv _{m}b} و c عددی صحیح ثابتی باشد باشد داریم {\displaystyle a.c\equiv _{m}b.c}.
برهان ۳چون بنابه فرض {\displaystyle a\equiv _{m}b} پس m|a-b ولذا (m|c(a-b در نتیجه m|ac-bc ولذا {\displaystyle ac\equiv _{m}bc}
دو قضیه اخیر به خوبی شباهت میان رابطه همنهشتی را با رابطه تساوی را نشان می‌دهد. اما این دو رابطه در برخی موارد دارای تفاوت می‌باشد.
به عنوان مثال می‌دانیم که دو طرف یک رابطه تساوی را می‌توان بر عددی صحیح ناصفر تقسیم نمود. اما آیا این خاصیت در مورد رابطه همنهشتی به پیمانه دلخواه m صادق است؟
قضیه زیر بیان می‌کند در تقسیم طرفین یک رابطه همنهشتی بر یک عامل مشترک طرفین پیمانه دچار تغییر می‌شود.
قضیۀ ۴فرض کنید c عددی صحیح ناصفر باشد و (d=(c,m در این صورت اگر
{\displaystyle ac\equiv bc{\pmod {m}}}
آنگاه
{\displaystyle a\equiv b{\pmod {\frac {m}{d}}}}
برهان ۴چون {\displaystyle ac\equiv bc{\pmod {m}}} پس m|a-b بنابراین
{\displaystyle {\frac {m}{d}}|(a-b){\frac {c}{d}}}
اما چون (d=(c,m پس {\displaystyle ({\frac {m}{d}},{\frac {c}{d}})=1} و در نتیجه بنابر لم اقلیدس {\displaystyle {\frac {m}{d}}|a-b} پس
{\displaystyle a\equiv b{\pmod {\frac {m}{d}}}}
پس اگر c عددی صحیح ناصفر باشد که {\displaystyle (m,c)=1}، اگر {\displaystyle ac\equiv bc{\pmod {m}}} آنگاه {\displaystyle a\equiv b{\pmod {m}}}
همان‌طور که اشاره شد رابطه نزدیکی میان رابطه همنهشتی و نظریه بخش پذیری وجود دارد. در حقیقت نظریه همنهشتی را می‌توان به عنوان پالایشی برای نظریه بخش پذیری دانست. قضایای زیر به خوبی این رابطه را نشان می‌دهد.
قضیۀ ۵اگر r باقی‌مانده تقسیم عدد a بر m باشد آنگاه {\displaystyle a\equiv _{m}r}
برهان ۵بنابر قضیه تقسیم عدد صحیح q وجود دارد که a=mq+r پس a-r=mq و لذا m|a-r پس {\displaystyle a\equiv _{m}r}.
قضیۀ 6{\displaystyle a\equiv _{m}b} اگر و فقط اگر باقی‌مانده تقسیم a و b بر m برابر باشد.
برهان ۶ابتدا فرض می‌کنیم {\displaystyle a\equiv _{m}b} و نشان می‌دهیم باقی‌مانده تقسیم a و b بر m برابر است.
چون {\displaystyle a\equiv _{m}b} پس m|a-b ولذا به ازای عدد صحیح q داریم(1) a=b+mq. باقی‌مانده تقسیم b بر m را r می‌نامیم. بنابر قضیه تقسیم عدد صحیح k موجود است که (2) b=mk+r.
از (۱) و (۲) داریم
{\displaystyle a=(mk+r)+mq=m(k+q)+r,0\leq r<m}
پس باقی‌ماندۀ تقسیم {\displaystyle a} بر {\displaystyle m} برابر {\displaystyle r} است.
حال فرض می‌کنیم باقی‌ماندۀ تقسیم {\displaystyle a} و {\displaystyle b} بر {\displaystyle m} برابر {\displaystyle r} باشد. در این‌صورت بنابر الگوریتم تقسیم، اعداد صحیح {\displaystyle k} و {\displaystyle q} وجود دارند که: {\displaystyle a=mq+r} و {\displaystyle b=mk+r}، پس {\displaystyle a-b=m(q-k)} و لذا {\displaystyle m\mid a-b}؛ پس {\displaystyle a\equiv _{m}b}.

## دستگاه کامل مانده‌ها به پیمانه
دستگاه‌های کامل مانده‌ها در نظریۀ هم‌نهشتی به ویژه در حل معادلات هم‌نهشتی نقش اساسی دارند. به عبارت دقیق‌تر، در نهایت برای حل یک معادلۀ هم‌نهشتی کافی است جواب‌ها را در میان اعضای یک دستگاه کامل مانده‌ها به پیمانۀ هم‌نهشتی مورد نظر جستجو کنیم.
در تعریف زیر سه شرط را برای دستگاه کامل مانده‌ها به پیمانۀ دلخواه {\displaystyle m} بیان می‌کنیم. ولی به سادگی می‌توان تحقیق کرد که هر یک از دو شرط زیر دیگری را نتیجه می‌دهد؛ لذا در متون مختلف ممکن است هر یک از این دو شرط را به عنوان تعریف ذکر کنند.
تعریفمجموعۀ {\displaystyle A} از اعداد صحیح را یک دستگاه کامل مانده‌ها (د. ک. م یا دسکم) به پیمانۀ {\displaystyle m} می‌گوئیم هرگاه واجد شرایط زیر باشد:
1. {\displaystyle A} دارای {\displaystyle m}-عضو متمایز چون {\displaystyle a_{1},a_{2},a_{3},...,a_{m}} باشد.
2. اعضای {\displaystyle A} دو به دو به پیمانۀ {\displaystyle m} ناهم‌نهشت باشند.
3. هر عدد صحیح با یک و فقط یک عضو {\displaystyle A} به پیمانۀ {\displaystyle m} هم‌نهشت باشد.

ساده‌ترین دستگاه کامل مانده‌ها به پیمانۀ {\displaystyle m}، مجموعۀ {\displaystyle A=\{0,1,2,3,...,m-1\}}
است. در حقیقت قضیه زیر را داریم:
قضیۀ ۷مجموعۀ {\displaystyle A=\{0,1,2,3,...,m-1\}}، یک دستگاه کامل مانده‌ها به پیمانۀ {\displaystyle m} است.

## دستگاه مخفف مانده‌ها به پیمانه
مجموعۀ {\displaystyle A} از اعداد صحیح را یک دستگاه مخفف مانده‌ها (د. م. م یا دمم) به پیمانۀ {\displaystyle m} می‌گوئیم هرگاه واجد شرایط زیر باشد:
1. {\displaystyle A} دارای {\displaystyle \phi (m)} عضو متمایز باشد؛ که در آن {\displaystyle \phi } همان تابع فی اویلر است.
2. اعضای {\displaystyle A} نسبت به {\displaystyle m} اول باشند و دو به دو به پیمانۀ {\displaystyle m} ناهم‌نهشت باشند.
3. هر عدد صحیح که نسبت به پیمانۀ {\displaystyle m} اول است، با یک و فقط یکی از اعضای {\displaystyle A} به پیمانۀ {\displaystyle m} هم‌نهشت باشد.